# Lewis Temple
Pour les articles homonymes, voir Temple (homonymie).
Lewis Temple, né le 11 juin 2005 à Bray, est un footballeur irlandais qui joue au poste de défenseur central au Shelbourne FC.

## Biographie

### Carrière en club
Né à Bray en Irlande, Lewis Temple pratique d'abord le kick-boxing à haut niveau, avant de définitivement choisir le football à l'âge de 15 ans chez les Bray Wanderers,,.
En 2021, il rejoint le Shelbourne FC qui joue en championnat d'Irlande, et où il commence sa carrière professionnelle.
Il joue son premier match avec l'équipe première du club le 29 juillet 2022, entrant en jeu lors d'une victoire 3-0 en coupe contre son ancien club des Bray Wanderers.
Temple est ensuite prêté au Longford Town en deuxième division lors de la deuxième partie de la saison 2023.
De retour au Shelbourne FC, où il joue 2 matchs en première division, étant ainsi sacré champion d'Irlande lors de la saison 2024, il la termine ensuite en prêt au Wexford FC, au niveau inférieur. Il s'y illustre notamment en amenant son équipe jusqu'aux demi-finales de la coupe d'Irlande et dans les play-offs pour la montée.
De retour à Shelbourne en 2025, il commence à enchaîner les rencontres suite aux blessures de Paddy Barrett et Sam Bone. Il est notamment élu joueur du match contre le St. Patrick, un match au score nul et vierge en championnat le 4 avril, s'attirant les louanges de son entraîneur Damien Duff.
Le 30 juillet 2025, il joue son premier match de Ligue des champions, titularisé au poste d'arrière droit lors de la défaite 1-0 en qualification à l'extérieur contre le Qarabağ FK.

### Carrière en sélection
Lewis Temple est international junior avec l'équipe de république d'Irlande des moins de 19 ans à partir de septembre 2023,.

## Palmarès
Shelbourne FC
- Championnat d'Irlande (1)
  - Champion en 2024